# 枝國栄一
枝國 栄一（えだくに えいいち、1973年- ）は、日本の京都のくずし割烹の料理人。雑誌などのメディアへも取り上げられている。現在は枝魯枝魯（ぎろぎろ）パリ店の料理長。

## 略歴
- 1973年‐京都府宇治市に生まれる。
- 1992年‐高校卒業後、宇治市内の居酒屋にアルバイト入社する。
- 1994年‐同市内の板前割烹店に転職する。
- 1997年‐京都先斗町の京料理店の料理長に就任する。
- 2000年6月‐独立し、枝魯枝魯四条川端店をオープンする。
- 2001年12月‐初プロデュースとなる上下西東（あがるさがるにしいるひがしいる）をオープンする。
- 2002年9月‐二号店枝魯枝魯ひとしなをオープン。
- 2006年10月‐金沢のアトリエキッチンa.k.aをプロデュースする。
- 2005年12月31日‐パリ移転準備のため、枝魯枝魯四条川端店を閉店する。
- 2008年4月18日‐枝魯枝魯パリ店「Guilo Guilo Cuisine Japanaise」をオープンです。

※ 2020年パリ店「Guilo Guilo Cuisine Japanaise」閉店。

## 著書
- 『くずし割烹―調味醤油で素材を活かす』柴田書店 2005
- 『野菜で酒菜―くずし割烹 枝魯枝魯流』柴田書店 2008